# Danh sách dự án phát triển tại Dubai
Quyết định của chính phủ là đa dạng hóa từ nền kinh tế dựa trên dầu mỏ và biến Dubai thành trung tâm chính của khách du lịch trên thế giới, đã thực hiện các dự án phát triển như Dubailand dẫn đến sự bùng nổ bất động sản từ năm 2004 đến năm 2007. Hơn 1.500 phát triển và cộng đồng tự do lớn ở Dubai. Xây dựng trên quy mô lớn là một phần của Kế hoạch chiến lược Dubai 2015 được tiết lộ bởi Mohammed bin Rashid Al Maktoum, Người cai trị Dubai, để duy trì tăng trưởng kinh tế và đưa Dubai lên bản đồ thế giới và là điểm đến du lịch của thế giới. Xây dựng trên quy mô lớn đã biến Dubai thành một trong những thành phố phát triển nhanh nhất thế giới. Có một số dự án quy mô lớn hiện đang được xây dựng hoặc sẽ được xây dựng trong tương lai. Do việc xây dựng nặng nề đang diễn ra ở Dubai, 30.000 cần cẩu xây dựng, chiếm 25% số cần cẩu trên toàn thế giới, đã hoạt động ở Dubai vào năm 2012. Hiện tại các dự án xây dựng trị giá hàng tỷ đô la đang hình thành ở Dubai.

## Khủng hoảng tài chính toàn cầu 2008-2009
Tuy nhiên, do cuộc khủng hoảng tài chính toàn cầu năm 2008-2009, một số dự án lớn đã bị đình hoãn, bao gồm Quần đảo Cây cọ, Dubailand, kênh đào Ả Rập, Dubai Exhibition City, The Lagoons, Jumeirah Garden City. Ngoài ra, nhiều tòa nhà chọc trời siêu lớn cũng đã bị tạm giữ, bao gồm Pentominium, Burj Al Alam, Bến du thuyền 106 và Dubai Towers Dubai. Công trình xây dựng trên Palm Jebel Ali và Quần đảo Thế giới dự kiến sẽ được nối lại vào năm 2010, tuy nhiên việc giới thiệu đã bị trì hoãn sau. Xây dựng trên các dự án tạm dừng khác có thể sẽ được nối lại vào năm 2011.

## Phục hồi từ khủng hoảng tài chính toàn cầu
Trong một báo cáo được Forbes công bố vào ngày 22 tháng 10 năm 2012, cho biết Dubai đã phục hồi nhanh hơn từ cuộc khủng hoảng tài chính so với hầu hết các quốc gia khác và hiện nền kinh tế của nước này đang tăng trưởng cao hơn so với các đối tác vì chính sách thuế và khu vực tự do kinh tế. Tốc độ tăng trưởng GDP ước tính của Dubai năm 2012 là 4,5%. Sự tăng trưởng chủ yếu được thúc đẩy bởi các ngành du lịch, thương mại và sản xuất công nghiệp.
Theo Bộ Tài chính của UAE, chính phủ Dubai đã phân bổ 32,3 tỷ dirham (8,8 tỷ USD) cho các dự án cơ sở hạ tầng vào năm 2012, đánh dấu sự quay trở lại chi tiêu lớn cho các dự án như vậy vì một số dự án này đã bị đình trệ do thiếu kinh phí.
Vào tháng 11 năm 2012, Sheikh Mohammed bin Rashid Al Maktoum đã công bố mười lăm dự án mới trị giá hơn 187 triệu đô la. Các dự án này là một phần của kế hoạch chiến lược đô thị 2013 đến 2015 của Dubai.

## Phát triển đa chức năng

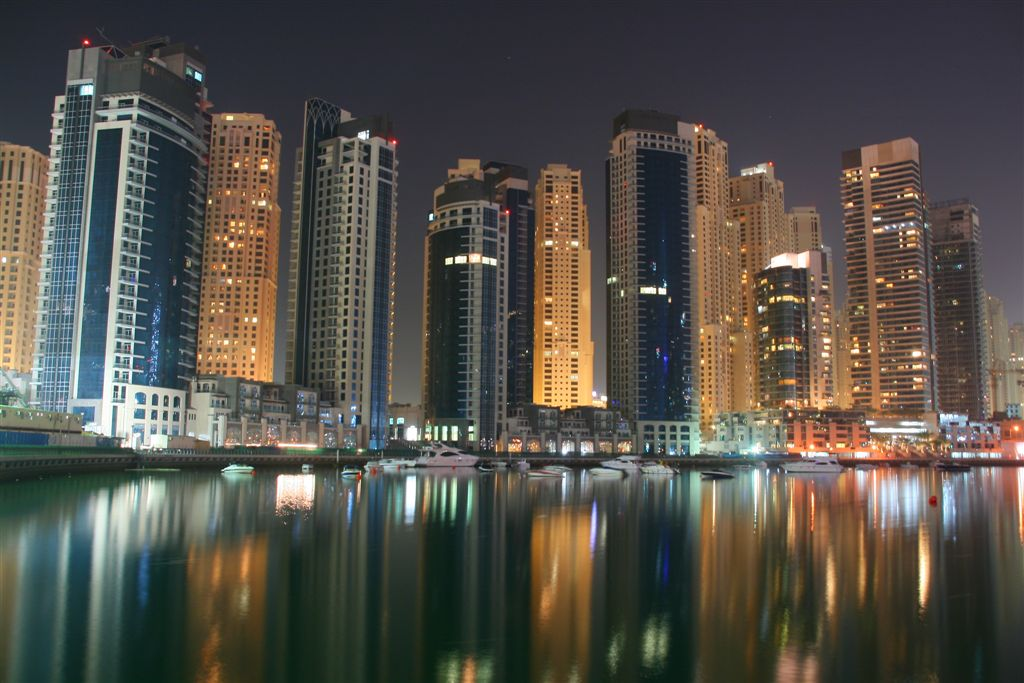
Dubai Marina

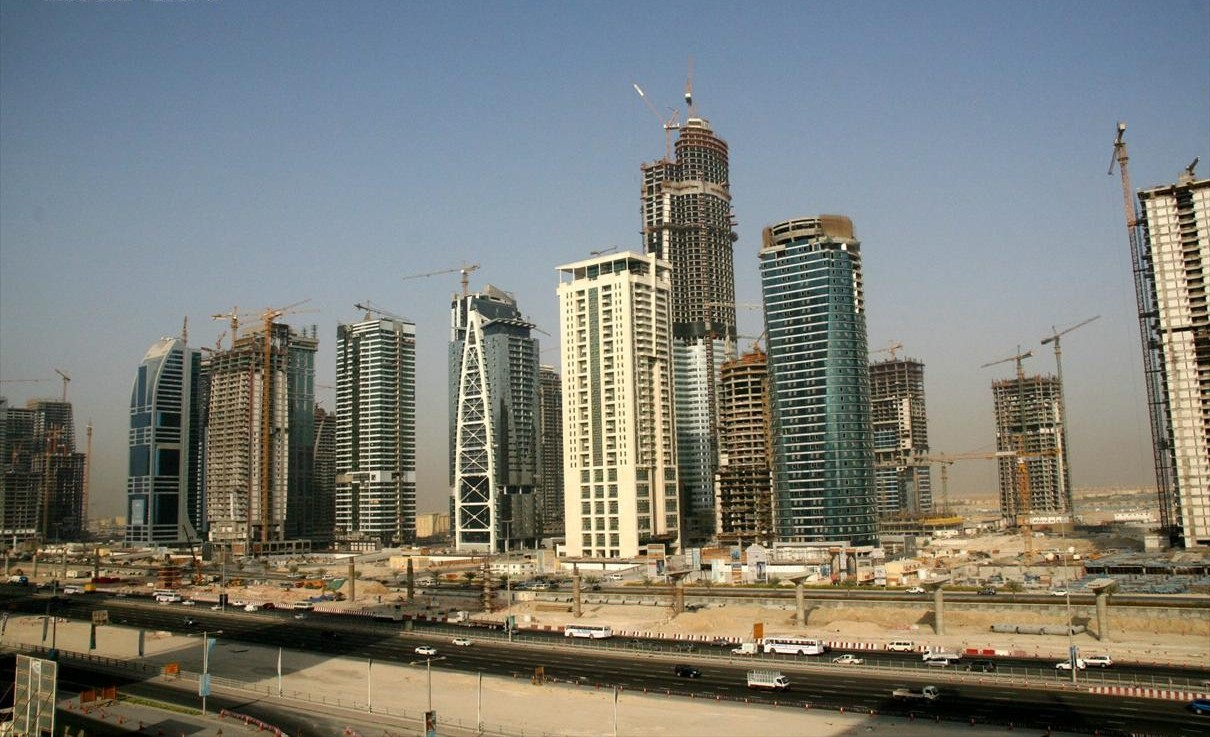
Jumeirah Lake Towers đang xây dựng năm 2007

|    | Dự án                      | Nhà phát triển     | Khả năng hoàn thành              | Trị giá                | Diện tích | Mô tả |
| -- | -------------------------- | ------------------ | -------------------------------- | ---------------------- | --------- | --- |
| 1  | Dubai Marina               | Emaar              | Hoàn thành                       |                        | 4 km²     | Bến du thuyền nhân tạo lớn nhất thế giới, với 200 khu dân cư và khách sạn cao tầng |
| 2  | Nakheel Properties         |                    | Hoàn thành                       |                        | 1.8 km²   | Bao gồm 79 tòa nhà cao tầng, chủ yếu là các tòa nhà chọc trời. |
| 3  | Vịnh Business              | Dubai Properties   | Hoàn thành                       | 110 tỷ AED (30 tỷ USD) | 46 km²    | Bao gồm 240 tòa nhà cao tầng và thấp tầng, chủ yếu là các tòa nhà chọc trời và nhà đa chức năng. |
| 4  | Jumeirah Garden City[A]    | Meraas             | Đang phát triển                  | 350 tỷ AED             | 10 km²    | |
| 5  | Làng văn hóa               | Dubai Properties   | Giữa năm 2016                    |                        | 3.71 km²  | |
| 6  | Làng Jumeirah              | Nakheel Properties | 2013                             | 2,4 triệu AED          | 8.11 km²  | |
| 7  | Làng Jebel Ali             | Nakheel Properties | 2013                             |                        | 5.20 km²  | Thành phố dự kiến sẽ chứa khoảng 500.000 người. |
| 8  | Sân bay quốc tế Al Maktoum | Dubai Holding      | Hoạt động hoàn toàn vào năm 2025 | 82 tỷ USD              | 1.56 km²  | Sau khi hoàn thành nó sẽ là sân bay lớn nhất thế giới. |
| 9  | Cảng Dubai Creek           | Emaar              | Cuối năm 2020                    |                        | 70 km²    | |
| 10 | The Sustainable City       | Diamond Developers | Hoàn thành                       |                        | 46 ha     | Thành phố năng lượng đầu tiên ở Dubai. |
| 11 | Công viên Dubai Investment |                    | Chưa hoàn thành                  |                        | 2,300 ha  | Bao gồm The Lagoons, được phát triển bởi Schön Properties từ năm 2005; tài sản của Schon đã bị Cơ quan quản lý bất động sản Dubai tịch thu vào tháng 8 năm 2018 về việc công ty không hoàn thành việc phát triển. |

## Các dự án khác

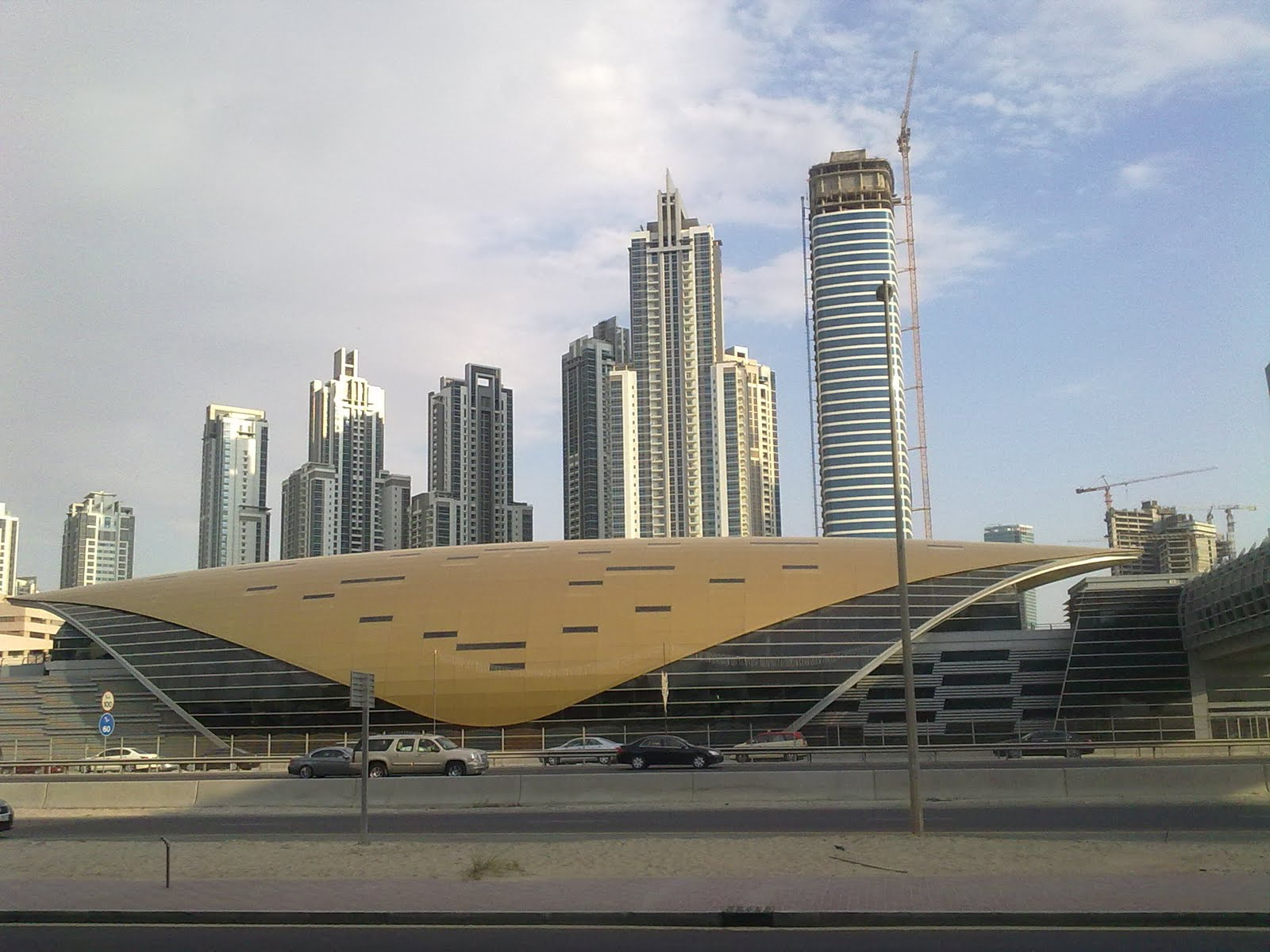
Vịnh Business năm 2012

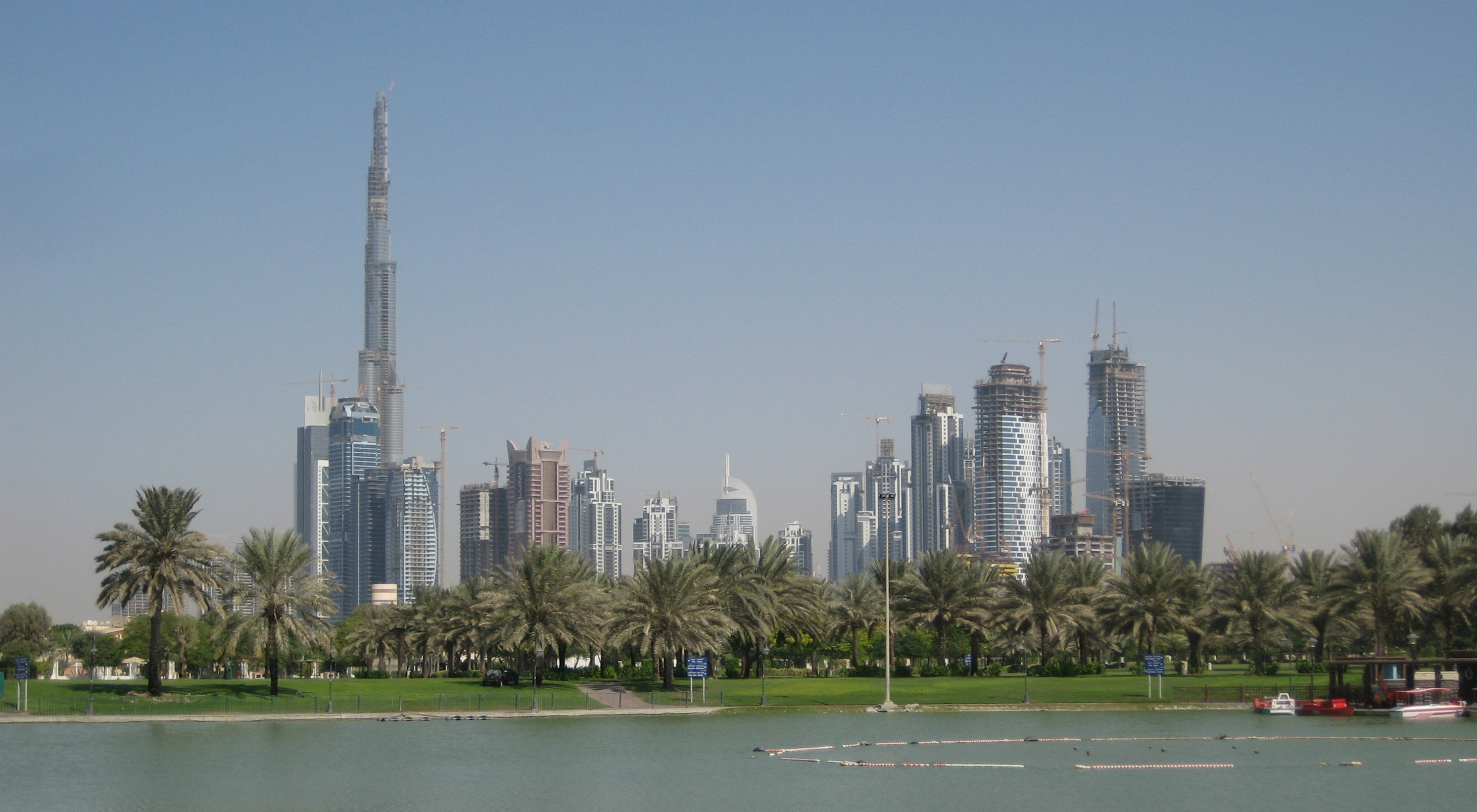
Đường chân trời của Vịnh Business, Dubai khi nhìn từ Công viên Safa

|    | Dự án                         | Nhà phát triển                              | Khả năng hoàn thành               | Trị giá       | Diện tích                | Mô tả |
| -- | ----------------------------- | ------------------------------------------- | --------------------------------- | ------------- | ------------------------ | --- |
| 1  | Dubailand[C]                  | Dubai Holding                               | Một phần đang được xây dựng, 2020 | 64,3 tỷ USD   | 278 km²                  | Dubailand sẽ là Thế giới Giải trí và Bán lẻ lớn nhất thế giới, gấp đôi quy mô của Walt Disney World Resort, bao gồm 45 dự án lớn và 200 dự án phụ. Hiện tại, hiện có 22 dự án đang được xây dựng, 6 dự án đã hoàn thành. |
| 2  | Kênh đào Ả Rập[A]             | Limitless                                   | Tạm dừng                          | 50 tỷ USD     | Dài 75 km                | Sẽ là kênh đào nhân tạo lớn nhất thế giới, công việc xây dựng giai đoạn 1 của kênh Ả Rập hiện đang được tiến hành, tuy nhiên việc xây dựng trên phần lớn kênh Ả Rập hiện đang bị dừng lại.                               |
| 3  | Jumeirah Garden City[A]       | Meraas                                      | Ngưng phát triển                  | 95 tỷ USD     | 9.000.000 m2             | Jumeirah Garden City sẽ được xây dựng trên một khu vực phía bắc đường Sheikh Zayed nằm giữa đường DIYafa và Công viên Safa.                                                                                              |
| 4  | Dubai International City      | Nakheel Properties                          | Hoàn thành                        | 95 tỷ USD     | 8.2 km²                  | Dubai International citylà một kiến trúc theo chủ đề quốc gia của nhà ở, kinh doanh và du lịch. |
| 5  | Dubai Exhibition City[A]      |                                             | Đang phát triển                   | 8 tỷ AED      | 280.000 m2               | Dubai Exhibition City sau khi hoàn thành sẽ là nơi có phòng triển lãm không cột đơn dài nhất thế giới. |
| 6  | Dubai Meydan City             |                                             | Hoàn thành một phần               | 8 tỷ AED      | 3.700.000 m2             | Sự phát triển bao gồm, khách sạn Trường đua ngựa Meydan, nhà hàng bong bóng trên bầu trời, giải trí, câu lạc bộ, quảng trường hòa nhạc, tháp và nhà thuyền.                                                              |
| 7  | Thành phố Mohammed bin Rashid |                                             | Hoàn thành một phần               | 8 tỷ AED      | Gần 74 triệu m2          | |
| 8  | Đường xe điện Al Sufouh       | Cơ quan giao thông và đường phố Dubai (RTA) | Tháng 11 năm 2014                 | 3,18 tỷ AED   | Dài 14.5 km              | Đường xe điện Al Sufouh là một đường xe điện đang được xây dựng tại Al Sufouh, Dubai. Nó sẽ chạy dọc theo đường Al Sufouh từ Dubai Marina đến Burj Al Arab và Trung tâm mua sắm Emirates.                                |
| 9  | Dubai Frame                   |                                             | Hoàn thành                        | 160 triệu AED | Cao 150 mét, rộng 93 mét | Dubai Frame là một điểm thu hút khách du lịch được xây dựng gần Cổng Star của Công viên Zabeel. |
| 10 | Arabian Ranches               | Emaar Properties                            | Hoàn thành                        |               |                          | Arabian Ranches là một cộng đồng cao cấp nằm trên đường Sheikh Mohammad bin Zayed và gần với Ngôi làng toàn cầu của Dubai. Nó bao gồm Câu lạc bộ Golf Arabian Ranches và Câu lạc bộ cưỡi ngựa & polo Dubai.              |

## Phát triển đảo nhân tạo

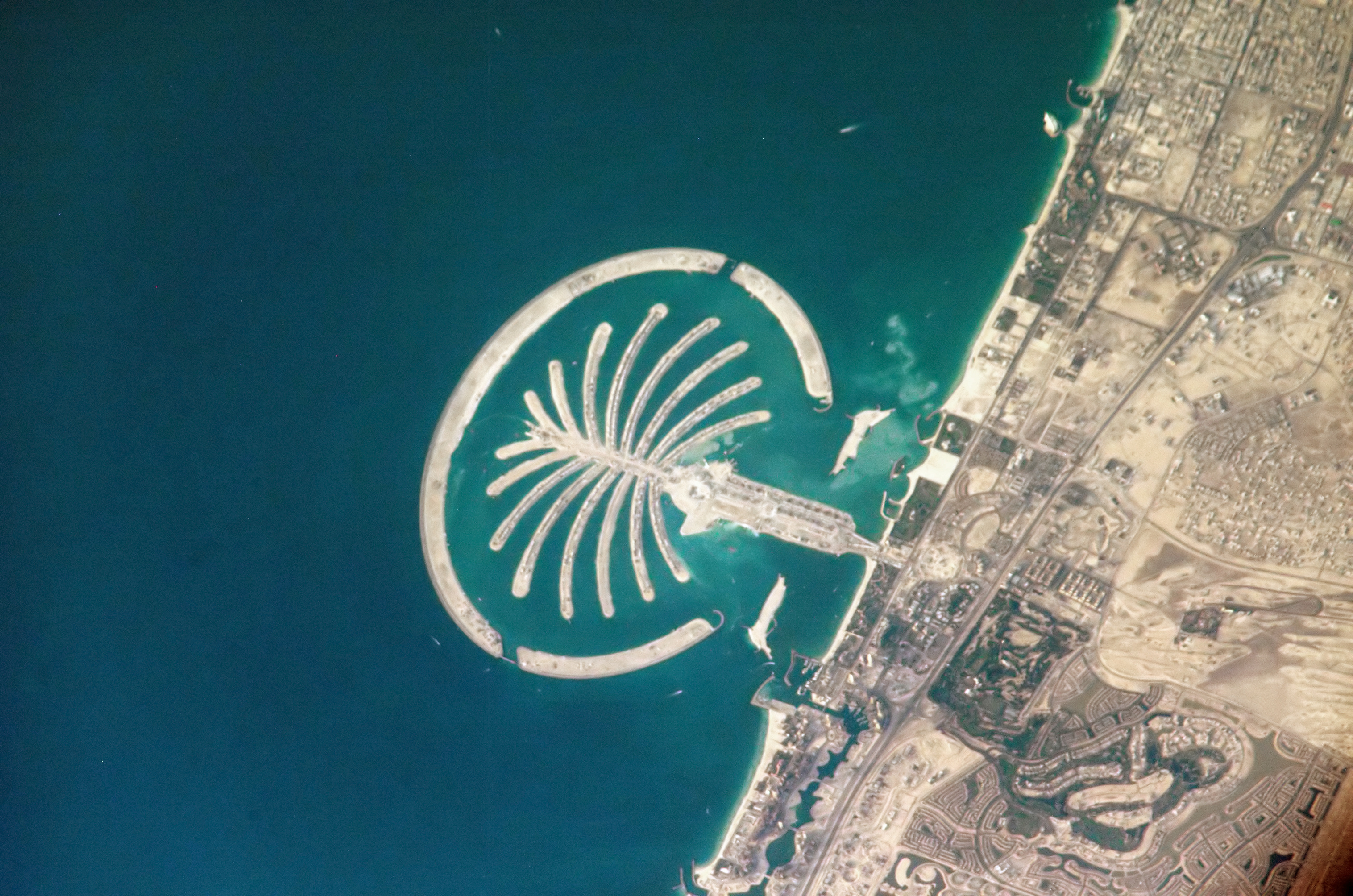
Ảnh chụp từ trên ca Palm Jumeirah

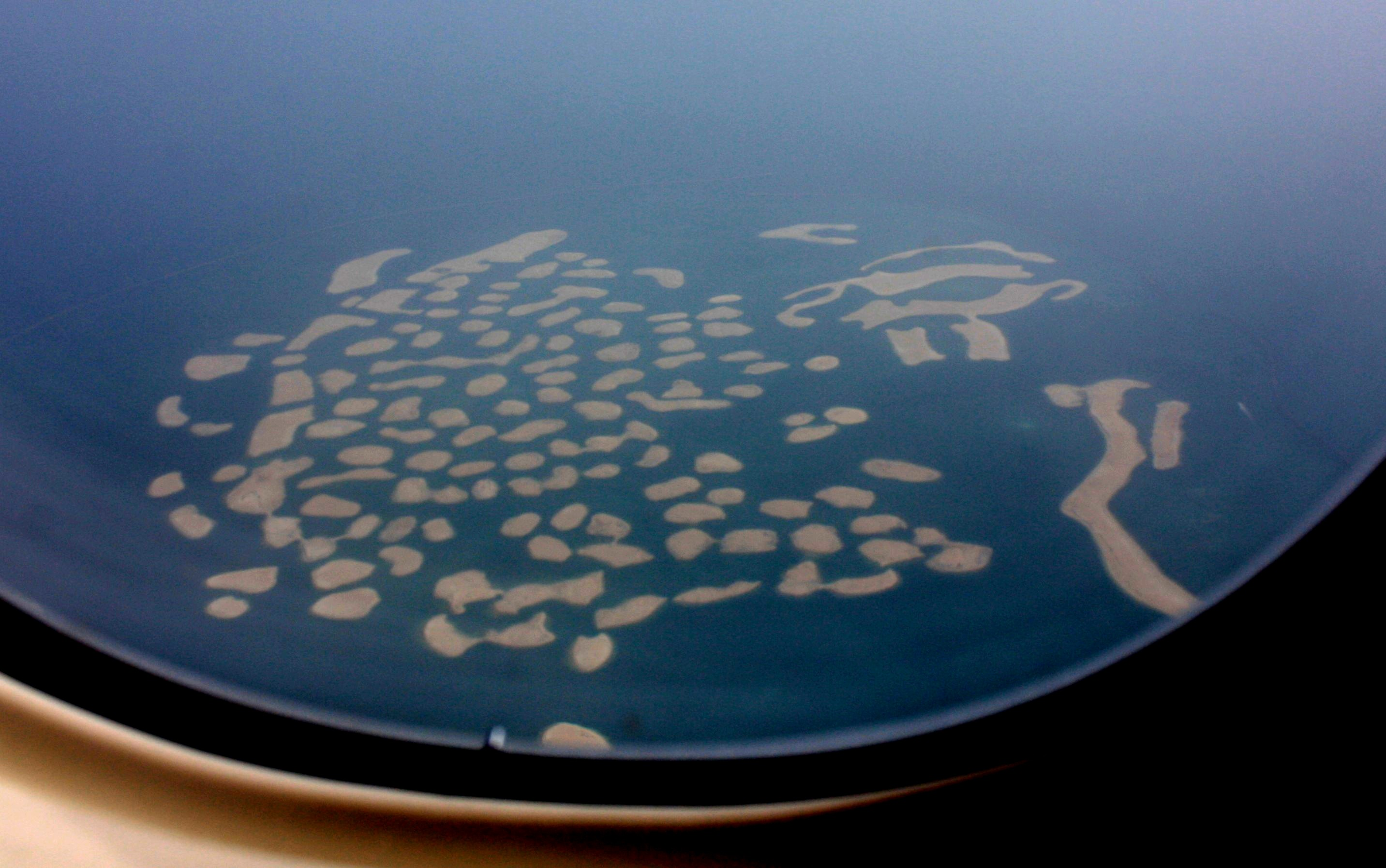
Quần đảo Thế giới năm 2010

|    | Dự án                   | Nhà phát triển     | Khả năng hoàn thành                                   | Trị giá       | Diện tích             | Mô tả |
| -- | ----------------------- | ------------------ | ----------------------------------------------------- | ------------- | --------------------- | --- |
| 1  | Palm Jumeirah           | Nakheel Properties | Hoàn thành                                            | 12,3 tỷ đô la |                       | Đây là hòn đảo nhân tạo lớn nhất thế giới.                                                                                          |
| 2  | Palm Jebel Ali[A]       | Nakheel Properties | Tạm thời bị tạm hoãn                                  |               |                       | Sẽ đáp ứng hơn 250.000 người vào năm 2020. Xây dựng sẽ được nối lại trong những tháng tới.                                          |
| 3  | Palm Deira[A]           | Nakheel Properties | Trước 2020                                            |               | 12.5 km²              | Sẽ là hòn đảo cọ lớn nhất ở Dubai.                                                                                                  |
| 4  | The Universe[B]         | Nakheel Properties | Đang phát triển                                       |               | 30 km²                | |
| 5  | Quần đảo Thế giới[A]    | Nakheel Properties | Hoàn thành, nhưng hầu hết các đảo vẫn chưa có người ở | 14 tỷ đô la   | Dài 9 km và rộng 6 km | |
| 6  | Dubai Waterfront[A]     | Nakheel Properties | Đang phát triển                                       |               | 130 km²               | Dubai Waterfront dự kiến sẽ trở thành khu phát triển nhân tạo lớn nhất trên thế giới.                                               |
| 7  | Skydive Dubai           | Nakheel Properties | 2012                                                  |               | 1.06 km²              | |
| 8  | Dubai Maritime City[A]  | Dubai Holding      | Hoàn thành                                            | 3 tỷ AED      | 2.27 km²              | Đây sẽ là trung tâm hàng hải được xây dựng có mục đích đầu tiên trên thế giới                                                       |
| 9  | Jumeirah Garden City[A] | Meraas             | 2013                                                  | 350 tỷ AED    | 9 km²                 | Một phần của sự phát triển này đang được khai hoang ngoài khơi gần Jumeirah.                                                        |
| 10 | Đảo Bluewaters[D]       | Meraas             | 2018                                                  | 6 tỷ AED      |                       | Được công bố vào ngày 13 tháng 2 năm 2013. Vòng đu quay khổng lồ Dubai Eye sẽ được xây trên hòn đảo này. Công trình gần hoàn thành. |
| 11 | Cảng Dubai              | Meraas             | 2020                                                  | 8 tỷ AED      | 135 km²               | Được công bố vào ngày 2 tháng 1 năm 2017. Palm Jumeirah Logo Island Construction Dubai Harbor và Emaar Beachfront của Emaar         |

## Cầu
|   | Dự án                            | Nhà phát triển                              | Khả năng hoàn thành | Trị giá       | Diện tích | Mô tả                                  |
| - | -------------------------------- | ------------------------------------------- | ------------------- | ------------- | --------- | -------------------------------------- |
| 1 | Cầu vượt Sheikh Rashid bin Saeed | Cơ quan giao thông và đường phố Dubai (RTA) | 2015                | 2.5 tỉ AED    | 1.6 km    | Nó sẽ là cây cầu vòm dài nhất thế giới |
| 2 | Cầu Al Ittihad                   | Cơ quan giao thông và đường phố Dubai (RTA) | Hoàn thành năm 2012 | 810 triệu AED | 300 m     |                                        |

Ghi chú

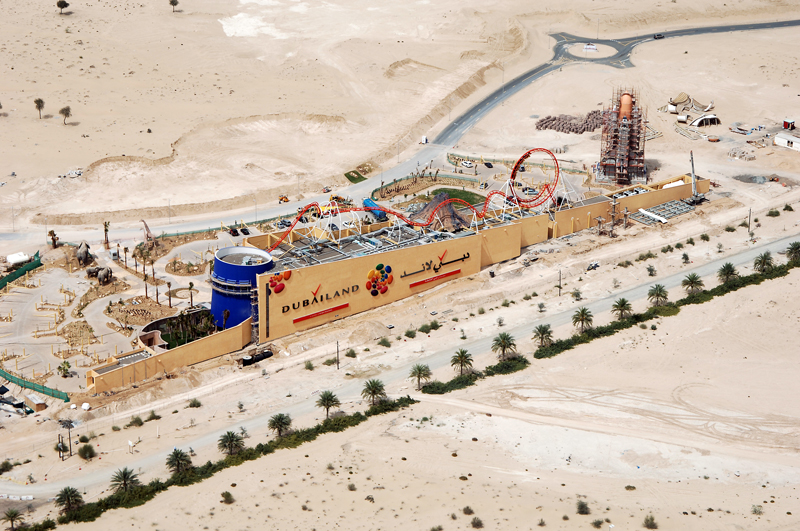
Văn phòng và showroom, trung tâm bán hàng Dubailand, ngày 7 tháng 3 năm 2006

A. ^ Công trình hiện đang bị trì hoãn do thiếu tài chính.
B. ^ Dự án hiện đang trong giai đoạn lập kế hoạch.
C. ^ Chỉ có 22 trong số 200 dự án phụ của Dubailand đang được xây dựng.
D. ^ D. ^ Đã phê duyệt, việc xây dựng sẽ bắt đầu vào tháng 4 năm 2013.